# Down (circonscription du Parlement d'Irlande du Nord)
Pour les articles homonymes, voir Down.
Down était une circonscription de comté du Parlement d'Irlande du Nord de 1921 à 1929. Elle a élu huit MPs, utilisant la représentation proportionnelle au moyen du vote unique transférable.

## Limites
Down a été créé par le Government of Ireland Act 1920 et se composait du Comté administratif de Down (c'est-à-dire à l'exclusion des parties du comté historique du comté de Belfast). Le House of Commons (Method of Voting and Redistribution of Seats) Act (Northern Ireland) 1929 a divisé la circonscription en huit circonscriptions élues au Scrutin uninominal à un tour: Ards, East Down, Iveagh, Mid Down, Mourne, North Down, South Down et West Down.

## Second Dáil
En mai 1921, le Dáil Éireann, le parlement de la République irlandaise autoproclamée dirigée par le Sinn Féin, a adopté une résolution déclarant que les élections à la Chambre des communes d'Irlande du Nord et à la Chambre des communes d'Irlande du Sud seraient utilisées comme élection pour le deuxième Dáil. Tous les élus figuraient sur la liste du deuxième Dáil, mais Éamon de Valera, qui a également été élu pour Clare, était le seul MP élu pour Down à siéger en tant que TD au Dáil Éireann.

## Politique
Down avait une majorité unioniste, mais avec un fort soutien nationaliste dans le sud. Lors des deux élections, six unionistes ont été élus, aux côtés d'un nationaliste et d'un républicain.

## Membres du Parlement
| Élection   | MP (Parti) | MP (Parti)        | MP (Parti) | MP (Parti)          | MP (Parti) | MP (Parti)          | MP (Parti) | MP (Parti)             | MP (Parti) | MP (Parti)           | MP (Parti) | MP (Parti)            | MP (Parti) | MP (Parti)                    | MP (Parti) | MP (Parti)                             |
| ---------- | ---------- | ----------------- | ---------- | ------------------- | ---------- | ------------------- | ---------- | ---------------------- | ---------- | -------------------- | ---------- | --------------------- | ---------- | ----------------------------- | ---------- | -------------------------------------- |
| MPs (1921) |            | James Craig (UUP) |            | J. M. Andrews (UUP) |            | Thomas Lavery (UUP) |            | Harry Mulholland (UUP) |            | Robert McBride (UUP) |            | Thomas McMullan (UUP) |            | Patrick O'Neill (Nationalist) |            | Éamon de Valera (Sinn Féin/Republican) |
| MPs (1925) |            | James Craig (UUP) |            | J. M. Andrews (UUP) |            | Thomas Lavery (UUP) |            | Harry Mulholland (UUP) |            | Robert McBride (UUP) |            | Thomas McMullan (UUP) |            | Patrick O'Neill (Nationalist) |            | Éamon de Valera (Sinn Féin/Republican) |

## Résultats des élections
| Parti                                                                  | Parti                    | Candidat         | %    | Comptage | Comptage | Comptage | Comptage | Comptage | Comptage | Comptage | Comptage | Comptage |
| Parti                                                                  | Parti                    | Candidat         | %    | 1        | 2        | 3        | 4        | 5        | 6        | 7        | 8        | 9        |
| ---------------------------------------------------------------------- | ------------------------ | ---------------- | ---- | -------- | -------- | -------- | -------- | -------- | -------- | -------- | -------- | -------- |
|                                                                        | Ulster Unionist          | James Craig      | 36.7 | 29,829   |          |          |          |          |          |          |          |          |
|                                                                        | Sinn Féin                | Éamon de Valera  | 26.7 | 21,677   |          |          |          |          |          |          |          |          |
|                                                                        | Ulster Unionist          | J. M. Andrews    | 15.5 | 12,584   |          |          |          |          |          |          |          |          |
|                                                                        | Nationalist              | Patrick O'Neill  | 9.0  | 7,317    | 7,332    | 7,806    | 7,809    | 7,811    | 7,814    | 7,818    | 7,820    | 8,171    |
|                                                                        | Ulster Unionist          | Harry Mulholland | 5.7  | 4,665    | 10,183   |          |          |          |          |          |          |          |
|                                                                        | Ulster Unionist          | Robert McBride   | 4.1  | 3,297    | 5,944    | 5,956    | 8,715    | 11,819   |          |          |          |          |
|                                                                        | Ulster Unionist          | Thomas Lavery    | 3.5  | 2,863    | 12,883   |          |          |          |          |          |          |          |
|                                                                        | Ulster Unionist          | Thomas McMullan  | 3.3  | 2,692    | 4,738    | 4,751    | 5,421    | 6,147    | 7,282    | 10,041   |          |          |
|                                                                        | Travailliste indépendant | A. Adams         | 1.5  | 1,188    | 1,448    | 1,463    | 1,514    | 1,532    | 1,547    | 1,564    | 1,569    |          |
|                                                                        | Sinn Féin                | Patrick Lavery   | 0.4  | 327      | 581      | 6,276    | 6,347    | 6,352    | 6,358    | 6,359    | 6,359    | 7,470    |
|                                                                        | Sinn Féin                | Patrick M. Moore | 0.2  | 149      | 197      | 1,236    | 1,245    | 1,252    | 1,255    | 1,272    | 1,284    |          |
| Électorat : 93,138 Valide : 81,180 Quota : 9,021 Participation : 87.2% |                          |                  |      |          |          |          |          |          |          |          |          |          |

| Parti | Parti           | Candidat         | Première préférence | %   | Siège | Comptage |
| ----- | --------------- | ---------------- | ------------------- | --- | ----- | -------- |
|       | Ulster Unionist | J. M. Andrews    | sans opposition     | N/A | N/A   | N/A      |
|       | Ulster Unionist | James Craig      | sans opposition     | N/A | N/A   | N/A      |
|       | Republican      | Éamon de Valera  | sans opposition     | N/A | N/A   | N/A      |
|       | Ulster Unionist | Thomas Lavery    | sans opposition     | N/A | N/A   | N/A      |
|       | Ulster Unionist | Robert McBride   | sans opposition     | N/A | N/A   | N/A      |
|       | Ulster Unionist | Thomas McMullan  | sans opposition     | N/A | N/A   | N/A      |
|       | Ulster Unionist | Harry Mulholland | sans opposition     | N/A | N/A   | N/A      |
|       | Nationalist     | Patrick O'Neill  | sans opposition     | N/A | N/A   | N/A      |

## Sources
- Northern Ireland Parliamentary Election Results 1921-1972, compiled and edited by Sydney Elliott (Political Reference Publications 1973)